# Ánasz Zarúrí
Ánasz Zarúrí (Mechelen, 2000. november 7. –) belga születésű marokkói válogatott labdarúgó, a francia Lens csatára.

## Pályafutása

### Klubcsapatokban
Zarúrí a belgiumi Mechelen városában született. Az ifjúsági pályafutását a Zulte-Waregem akadémiájánál kezdte.
2019-ben mutatkozott be a Lommel másodosztályban szereplő felnőtt keretében. 2021-ben az első osztályú Charleroihoz igazolt, majd egy nappal később kölcsönben visszatért a Lommelhez egy fél évre. 2022. augusztus 30-án négyéves szerződést kötött az angol másodosztályban érdekelt Burnley együttesével. Először a 2022. szeptember 13-ai, Preston North End ellen 1–1-es döntetlennel zárult mérkőzés 72. percében, Nathan Tella cseréjeként lépett pályára. Első gólját 2022. október 15-én, a Swansea City ellen hazai pályán 4–0-ra megnyert találkozón szerezte meg. A 2023–24-es szezon második felében a Hull City-nél szerepelt kölcsönben.
2024. augusztus 22-én a francia Lens szerződtette.

### A válogatottban
Zarúrí az U17-es, az U18-as és az U21-es korosztályú válogatottakban is képviselte Belgiumot.
2022-ben debütált a marokkói válogatottban. Először a 2022. november 17-ei, Grúzia ellen 3–0-ra megnyert mérkőzés 69. percében, Hakím Zíjest váltva lépett pályára.

## Statisztikák
2024. augusztus 12. szerint
| Klub                   | Szezon   | Osztály               | Bajnokság | Bajnokság | Kupa  | Kupa | Nemzetközi | Nemzetközi | Összesen | Összesen |
| Klub                   | Szezon   | Osztály               | Meccs     | Gól       | Meccs | Gól  | Meccs      | Gól        | Meccs    | Gól      |
| ---------------------- | -------- | --------------------- | --------- | --------- | ----- | ---- | ---------- | ---------- | -------- | -------- |
| Lommel                 | 2019–20  | Challenger Pro League | 4         | 0         | 0     | 0    | —          | —          | 4        | 0        |
| Lommel                 | 2020–21  | Challenger Pro League | 25        | 7         | 1     | 0    | —          | —          | 26       | 7        |
| Charleroi              | 2021–22  | Jupiler League        | 38        | 5         | 1     | 0    | —          | —          | 39       | 5        |
| Charleroi              | 2022–23  | Jupiler League        | 5         | 2         | 0     | 0    | —          | —          | 5        | 2        |
| Burnley                | 2022–23  | Championship          | 34        | 7         | 5     | 4    | —          | —          | 39       | 11       |
| Burnley                | 2023–24  | Premier League        | 6         | 0         | 3     | 0    | —          | —          | 9        | 0        |
| Burnley                | 2024–25  | Championship          | 1         | 0         | 0     | 0    | —          | —          | 1        | 0        |
| Hull City (kölcsönben) | 2023–24  | Championship          | 12        | 2         | 0     | 0    | —          | —          | 12       | 2        |
| Lens                   | 2024–25  | Ligue 1               | 0         | 0         | 0     | 0    | —          | —          | 0        | 0        |
| Összesen               | Összesen | Összesen              | 125       | 23        | 10    | 4    | 0          | 0          | 135      | 27       |

### A válogatottban
| Válogatott | Év       | Pályára lépés | Gól |
| ---------- | -------- | ------------- | --- |
| Marokkó    | 2022     | 2             | 0   |
| Marokkó    | 2023     | 2             | 0   |
| Összesen   | Összesen | 4             | 0   |